# Kastrup Glasværk
Kastrup Glasværk A/S var et dansk glasværk i Kastrup på Amager.
Værket var anlagt 12. oktober 1847 af overstaldmester Christian Conrad Sophus greve Danneskiold-Samsøe. I 1873 overgik det til et aktieselskab og samme år forpagtedes Godthaab Glasværk ved Helsingør (grundlagt ca. 1858 af Mathias Jørgensen). Dette blev definitivt overtaget i 1883, og i 1881 købtes Tuborg Fabrikers Glasværk, der fik navnet Hellerup Glasværk. I mellemtiden havde greven afhændet værket i 1873. Fra 1907 blev glasværket drevet i nøje tilslutning til A/S De forenede Glasværker, Odense, og A/S Frederiksberg Glasværk, hvilke selskabers aktier det overtog. Under A/S De forenede Glasværker hørte Fyns Glasværk, Odense, (grundlagt 11. juni 1874) og indtil år 1907 Aarhus Glasværk, Århus, (grundlagt 1898), der da overtoges af A/S Kastrup Glasværk. I 1918 erhvervedes endvidere aktiekapitalen i glasværket i Aalborg (grundlagt i 1853 af kammerherre August Theodor Schütte, overgået til et aktieselskab i 1905). Selskabet drev foruden Kastrup Glasværk følgende værker: Hellerup Glasværk, De forenede Glasværker i Odense og Aarhus Glasværk.
I 1892 lod selskabet et stort hovedsæde opføre på Nørre Voldgade 12 i København ved arkitekt Philip Smidth. Bygningen bærer stadig firmaets navn.
Fabrikken havde først en stor produktion af mundblæste flasker, der blev mekaniseret i 1912. Siden kom mundblæste drikkeglas, glasservice, lommelærker, osteklokker og belysningsglas til. I årene 1957-65 fik Kastrup Glasværk formgivet drikkeglas af Jacob E. Bang, men også Grethe Meyer, Nanna Ditzel, Sigvard Bernadotte m.fl. har designet produkter for værket.
I 1965 fusioneredes Kastrup Glasværk med Holmegaard Glasværk, og produktionen ophørte helt i 1979.

## Data i 1950
Bestyrelse består af højesteretssagfører C.B. Henriques, formand, direktør Halfdan Hendriksen (f. 1881), direktør Valdemar Hansen (f. 1870), godsejer Frederik Sander (f. 1883), direktør Poul Simonsen (f. 1881) og direktør N. Steenberg (f. 1897). Direktør Valdemar Hansen blev direktør for A/S De forenede Glasværker i Odense og Århus i 1906 og efter sammenslutningen i 1907 direktør for A/S Kastrup Glasværk indtil 1949.
Direktion (siden 1949): Valdemar Hansen jun. (f. 1910) (medlem af direktionen fra 1947).